# スタートレックIII ミスター・スポックを探せ!
『スタートレックIII ミスター・スポックを探せ!』（スタートレックスリー ミスター・スポックをさがせ!、Star Trek III: The Search for Spock）は、1984年のアメリカ映画。『宇宙大作戦』のレギュラーを中心とした『スタートレック』の劇場版第3作。スポックを演じるレナード・ニモイの初監督作品。劇場公開時の邦題は『スター・トレック3 ミスター・スポックを探せ!』。

## ストーリー
カーク提督たちは、前作『スタートレックII カーンの逆襲』でU.S.S.エンタープライズを救うために殉職した船長スポックの宇宙葬を行い、悲しみのうちに帰還する。しかしスポックの棺はジェネシス装置によって生まれた新惑星に軟着陸し、その肉体は魂の無い状態で再生していた。実はスポックは壮絶な死の間際、自己の魂（カトラ）をドクターマッコイに託していたのである。それを知りスポックの救出を司令官に掛け合うカークだったが、軍規によりジェネシス星へ近づく事は禁じられていた。もう一つの人格に苦しむマッコイやスポックの魂を救うため、カークたちはエンタープライズ号を乗っ取り惑星ジェネシスへ向かう。しかしその頃、カークの息子デビッドが指揮する科学船グリソムはジェネシスへの航行を許可された。が、ジェネシス装置の存在を知ったクリンゴン人のクルーグによってグリソムは破壊され、デビッドたちはスポックの肉体とともに捕虜にされてしまう。一方、ジェネシス装置には不安定な原始元素（プロトマター）が使われていたことが分かる。そのため惑星ジェネシスは、急激な老化により終焉を迎えつつあった。

## キャスト
| 役名                   | テレビ版での役名 （日本） | 俳優 | 日本語版                                                                         | 日本語版                                                                                       |
| 役名                   | テレビ版での役名 （日本） | 俳優 | 日本テレビ版 （追加収録部分）                                                    | ソフト版                                                                                       |
| ---------------------- | ------------------------- | --- | -------------------------------------------------------------------------------- | ---------------------------------------------------------------------------------------------- |
| ジェームズ・T・カーク  | カーク提督                | ウィリアム・シャトナー | 矢島正明                                                                         | 矢島正明                                                                                       |
| スポック               | Mr.スポック               | レナード・ニモイ カール・スティーヴン ヴァディア・ポテンザ スティーヴン・マンリー ジョー・W・デイヴィス フランク・ウェルカー（叫び声） | 瑳川哲朗                                                                         | 菅生隆之 阪口周平（青年期）                                                                    |
| レナード・マッコイ     | Dr.マッコイ               | ディフォレスト・ケリー | 山内雅人                                                                         | 小島敏彦                                                                                       |
| モンゴメリー・スコット | チャーリー                | ジェームズ・ドゥーアン | 小林修                                                                           | 小林修                                                                                         |
| ウフーラ               | ウラ                      | ニシェル・ニコルズ | 横尾まり                                                                         | 朴璐美                                                                                         |
| ヒカル・スールー       | 加藤                      | ジョージ・タケイ | 富山敬 （坂東尚樹）                                                              | 坂東尚樹                                                                                       |
| パベル・チェコフ       | チェコフ                  | ウォルター・ケーニッグ | 曽我部和恭                                                                       | 樫井笙人                                                                                       |
| デビッド・マーカス博士 |                           | メリット・バトリック | 山寺宏一                                                                         | 田島康成                                                                                       |
| サーヴィック大尉       |                           | ロビン・カーティス | 弥永和子                                                                         | 安藤麻吹                                                                                       |
| クルーグ艦長           |                           | クリストファー・ロイド | 内海賢二                                                                         | 内海賢二                                                                                       |
| サレク大使             | サレク大使                | マーク・レナード | 納谷悟朗                                                                         | 納谷悟朗                                                                                       |
| トゥラル               |                           | デイム・ジュディス・アンダーソン | 高村章子                                                                         | 寺島信子                                                                                       |
| ヴァルクリス           |                           | キャシー・シリフ | 沢田敏子                                                                         | 小宮和枝                                                                                       |
| モロー提督             |                           | ロバート・フックス | 麦人                                                                             |                                                                                                |
| JT・エステバン         |                           | フィリップ・R・アレン | 嶋俊介                                                                           | 寺杣昌紀                                                                                       |
| スタイルズ艦長         |                           | ジェームズ・B・シッキング | 北村弘一                                                                         | 仲野裕                                                                                         |
| モルツ                 |                           | ジョン・ラロケット | 飯塚昭三                                                                         |                                                                                                |
| トルグ                 |                           | スティーヴン・リスカ | 若本規夫                                                                         |                                                                                                |
| その他声の出演         | その他声の出演            | その他声の出演 | 藤本譲 島田敏 堀越真己 星野充昭 石塚運昇 追加収録部分 中澤やよい 真殿光昭 中庸助 | 諸角憲一 廣田行生 佐藤晴男 松井範雄 沢りつお 後藤敦 華村りこ 上田陽司 飯島肇 戸部順子 倉持良子 |
| 日本語版制作スタッフ   |                           | |                                                                                  |                                                                                                |
| 演出                   | 演出                      | 演出 | 小山悟 （佐藤敏夫）                                                              | 佐藤敏夫                                                                                       |
| 翻訳                   | 翻訳                      | 金田文夫（字幕翻訳） | 木原たけし 中村久世                                                              | 木原たけし 中村久世                                                                            |
| 調整                   | 調整                      | 調整 | 荒井孝                                                                           | 上村利秋                                                                                       |
| 効果                   | 効果                      | 効果 | 遠藤堯雄 桜井俊哉                                                                |                                                                                                |
| 制作                   | 制作                      | 制作 | 東北新社                                                                         | スタジオ・エコー                                                                               |
| 初回放送 ソフト収録    | 初回放送 ソフト収録       | 初回放送 ソフト収録 | 1988年6月3日 『金曜ロードショー』 LD・DVD収録                                    | DVD・BD収録                                                                                    |

- 日本テレビ版：クリンゴン語のセリフも日本語に吹替られている。回想シーンは前作と異なる翻訳がされている。（モノラル音声）
- ソフト版：クリンゴン語のセリフも日本語に吹替られている。回想シーンは前作と台詞が統一されている。（5.1chサラウンド音声）

## スタッフ
- 監督：レナード・ニモイ
- 製作脚本：ハーヴ・ベネット
- 音楽：ジェームズ・ホーナー
- SFX：インダストリアル・ライト&マジック
- 創作顧問：ジーン・ロッデンベリー

## その他
- 劇中で会話されるクリンゴン語は、言語学者マーク・オークランドが創作した[4]。